# Габор Урбанчик
 Габор Урбанчик  (угор. Urbancsik Gábor, 1907 — 21 грудня 1971, Будапешт) — угорський футболіст і тренер. Виступав на позиції нападника. Чемпіон Угорщини 1929 року у складі клуба «Хунгарія».
Як тренер найбільш відомий за роботою у клубі «Ференцварош», з яким посів п'яте місце у сезоні 1945-46 (хоча на першому етапі команда впевнено виграла свою групу) і шосте місце у сезоні 1951.